# Al-Khalid
El Al-Khalid (urdu: الخالد ٹینک— Al-Xālid Ṫaiŋk, [əl-ˈxɑːlɪd̪ ʈæːŋk] literalmente el tanque inmortal) es un carro principal de combate, desarrollado y fabricado por Pakistán para el Ejército pakistaní. Este es una versión pakistaní del carro de combate MBT-2000 el cual fue diseñado y construido por China y Pakistán para su exportación exclusivamente.
Operado por una tripulación de tres personas y armado con un cañón de ánima lisa con cargador automático, utiliza un sistema de control de tiro integrado con equipos para el combate nocturno y es capaz de disparar varios tipos de munición antitanque así como también misiles antitanque guiados. El tanque recibe su nombre del general árabe Khalid bin al-Walid.
Siendo una evolución de carros de combate chinos y soviéticos, el Al-Khalid es considerablemente más pequeño y ligero que la mayoría de los tanques de batalla occidentales. El diseño está basado en el Tipo 90-II chino, que combinaba tecnología de varios modelos soviéticos y occidentales y era, en última instancia, un descendiente del masivamente producido T-54/55.
El Al-Khalid es inusual en el sentido que fue diseñado para adaptarse a la manufactura, por lo que puede integrarse fácilmente con una variedad de motores y transmisiones foráneas. La variante actualmente en producción utiliza un motor diésel suministrado por la oficina de diseño KMDB de Ucrania. El primer modelo de producción entró en servicio con el Ejército Pakistaní en 2001 y hay planes para producir un total aproximado de 600.
A Perú le prestaron cinco MBT-2000 de China inicialmente para pruebas en 2009. El gobierno peruano ha expresado interés en la adquisición de MBT 2000 para reemplazar paulatinamente su flota de T-55 (la columna vertebral de su fuerza blindada) en servicio con en el Ejército Peruano, pero finalmente descartó dicha posibilidad en 2010.

## Desarrollo
En la década de 1970, los mandos del Ejército Popular de Liberación estaban preocupados por la amenaza soviética y requerían un carro de combate mejorado que reemplazara a los obsoletos Tipo 59. Los tanques chinos en existencia era descendientes directos del T-54A soviético y se encontraban muy por debajo de los modelos rusos más avanzados como los T-62 y T-64. Norinco y la Inner Mongolia First Machine Group Corporation fueron llamadas a desarrollar una nueva serie de carros de combate.
Tras examinar algunos T-72 entregados por Irán en los 80 (pertenecientes a unidades desertoras y/o capturadas al Ejército Iraquí), la milicia china comprendió que sus tanques aún eran muy vulnerables. Características de diseño del T-72 y de algunos modelos occidentales fueron copiadas y empleadas para desarrollar tanques chinos de segunda generación, incorporando eventualmente un casco y suspensión rediseñados, una nueva torreta soldada y un cañón de 125 mm de diseño local con cargador automático. Los Tipo 80 y Tipo 85 condujeron al Tipo 90. Este último fue rechazado por las fuerzas chinas a favor de otros diseños, pero influenció a futuros diseños que condujeron a los carros de combate de tercera generación Tipo 98 y Tipo 99.
El Tipo 90 es un diseño perspectivo: del Tipo 90-II comparte el 10% de sus componentes con el Tipo 59, 15% con el Tipo 69/79, 20% con el Tipo 85/88C y posee un 55% de componentes nuevos. Este modelo fue puesto a la venta para el mercado internacional.
Viendo que las altas temperaturas y la arena y polvo finos que se encontrarían en teatros operacionales tales como los desiertos del sur de Pakistán serían un problema directo en el servicio de este blindado, el desarrollo de sistemas de enfriamiento y filtrado de alto rendimiento fue enfatizado desde la etapa de diseño de proyecto. La instalación de un sistema de suspensión hidráulica fue considerada, pero después de detalladas evaluaciones técnicas fue encontrado impráctico el instalarlo debido a limitaciones como problemas de rentabilidad y mantenimiento. La instalación de una transmisión Renk 304 también fue considerada y descartada, por ser propensa a fallos por arena que pudiera alojarse en los mecanismos de funcionamiento.
Un acuerdo para desarrollar el nuevo tanque fue firmado por Pakistán en enero de 1990. Los primeros prototipos chinos fueron probados en Pakistán en agosto de 1991. Pakistán gasto más de 20 millones de dólares durante los próximos diez años para la creación conjunta de un modelo que se ajustara sus necesidades y para crear la infraestructura necesaria para manufacturarlo localmente. El Teniente General Hamid Javel como director general de Industrias Pesadas Taxila y el Brigadier (hoy Mayor General) Mohammas Asaad supervisaron el proyecto. El equipo de diseño ha modificado el carro de combate para que acepte diversas partes de otros carros en servicio, incluyendo un sistema de motorización que tenga una planta motriz extranjera.
Una versión temprana fue dotada con un cañón y sistemas de control de tiro chinos pero tenía un motor MTU-396 alemán construido bajo licencia por la industria china. Otra versión fue equipada con un sistema de control de tiro digital occidental más avanzado y dotado de un motor Perkins 1.200 CV (890 kW) del Tipo Cóndor y de combustible diésel (como el que poseían los carros británicos Challenger 1) y una transmisión automática SESM ESM500 (como el carro francés AMX-56 Leclerc). Esta versión fue considerada muy costosa y de bajo rendimiento en el extremo calor de los desiertos del sur de Pakistán.
Finalmente una versión mejorada fue probada, fabricándose con el más compacto motor ucraniano 6UTD-2, de 1.200 CV y también diésel (Ucrania ha suministrado a las fuerzas pakistaníes tanques T-80UD, que utilizan el mismo paquete de motorización). Esta configuración fue la escogida en las brigadas acorazadas de tierra de Pakistán para ser la versión de producción y el nombre con el que se conoce es del Al-Khalid.
Aun así se planeó una versión que emplearía más tecnología occidental y sería destinada a la exportación. El prototipo tenía un motor diésel alemán MTU-871/TCM AVDS-1790 de 1200hp (890 kW) y una transmisión LSG-3000. Pero este concepto fue abandonado debido al embargo de armas impuesto a Pakistán luego de las pruebas nucleares que realizó en el año 1998.
El diseño final, producto de una década de cooperación fue designado Tipo 90-IIM. La compañía Norinco presentó el nuevo vehículo en marzo de 2001 durante la “Defence Expo Abu Dhabi” bajo el nombre de exportación de MBT 2000. La versión con planta de poder ucraniana, para la producción doméstica en Pakistán fue nombrada Al-Khalid.
Durante el periodo de desarrollo, Industrias Pesadas Taxila ganó experiencia construyendo carros de combate chinos Tipo 85-IIAP y prontamente se mudó y pudo ser adecuada para la producción del Al-Khalid en 1999. Un lote piloto compuesto por quince carros fue entregado al 31ro Regimiento de Caballería el 20 de julio de 2001. En mayo de 2002 se firmó un contrato con la Fábrica Malyshev de Ucrania por la compra de 315 motores diésel del tipo KMDB 6UTD-2 en tres años. Un lote adicional de vehículos fue entregado el 23 de septiembre de 2004. Pakistán planea construir un total de 600 carros para sus fuerzas armadas, más los que los clientes extranjeros deseen adquirir.
En 2006, según Forst International el Al-Khalid, junto con el Tipo 98 y el T-80UD representarán el 45% de todos los carros de combate principales nuevos de las fuerzas mecanizadas pakistaníes para el 2015.

## Contratos
El Ejército de Arabia Saudita comenzó pruebas para ver el comportamiento del Al-Khalid en el desierto en abril del 2006, después de expresar dos años antes interés en adquirir un lote de carros de combate. No se ha realizado pedido alguno, se han visto unidades del T-90 en pruebas por parte del ejército saudí, al desestimarse el diseño pakistaní.
Durante la primera semana de marzo de 2008, el comandante general del Ejército de Sri Lanka tomó contacto con su contraparte pakistaní para tratar la adquisición de material bélico. La venta de 22 Al-Khalid fue concretada en 100 millones de dólares. Aunque el estado de este acuerdo no es claro ya que Sri Lanka ha cancelado varios pedidos de equipo militar.
Perú ha demostrado que la adquisición de un primer lote de este blindado no se concretará hasta nuevo aviso (el ministro de Defensa, Rafael Rey, dio prioridad a la adquisición de helicópteros rusos por el momento), siendo suspendida indefinidamente.

## Variantes

### Prototipos
- P1: prototipo incorporando un cañón de 125 mm, cargador automático y sistema de control de tiro chinos, un motor diésel alemán MTU-396 y una transmisión automática Renk LSG-3000.
- P2: prototipo incorporando un cañón de 125 mm, cargador automático chino, sistemas de control de tiro occidentales, motor diésel Perkins 1.200 CV Cóndor y transmisión automática francesa SESM ESM500.
- P3: prototipo incorporando un cañón de 125 mm, cargador automático chino, sistemas de control de tiro occidentales, motor diésel ucraniano KMDB 6TD-2 1.200 CV y transmisión automática francesa SESM ESM500.
- P4: prototipo para la variante de exportación que incorporaba un cañón alemán de 120 mm estándar de la OTAN, sistemas de control de tiro occidentales, motor diésel alemán MTU-871/TCM AVDS-1790 y transmisión automática Renk LSG-3000.

### Versiones de producción
- MBT 2000: versión china para exportación exclusivamente, de la cual se deriva el carro de combate en cuestión.

- Al-Khalid I: variante de producción en servicio, basada en el prototipo P3. Tiene una capacidad de carga de munición de 39 proyectiles de 125 mm, 500 proyectiles de 12,7mm y 3000 de 7,62 mm.

- Al-Khalid II: versión actualizada, en fase de pruebas (al menos hasta abril de 2009). Capaz de llevar 49 proyectiles de 125 mm, 1500 de 12,7 mm y 100 de 7,62 mm.[2] Incorpora modificaciones al sistema de control de tiro, sensores, IBMS, cargador automático (incrementa la tasa de disparo a 9 por minuto) jammer electro-óptico Varta ucraniano, visor térmico Sagem de tercera generación y un sistema de aire acondicionado mejorado.[14][4]

- Al-Khalid III: en un temprano estado de desarrollo, se cree que incorporará una torreta rediseñada, paquetes de blindaje modular mejorado, munición mejorada y una nueva planta motriz de 1.500 CV.[14]

## Usuarios
- - Ejército de Bangladés: 44 MBT-2000.

- - Ejército Pakistaní: 220 entregados hasta mediados de 2009 (versión Al-Khalid).[15][16]

- - Ejército Marroquí: 150 pedidos en el 2009, se entregaron en el año 2010 (versión MBT-2000).[16]

### Desarrollos relacionados
- Tipo 58 -

Tipo 59 -
Tipo 62 -
Tipo 69/79 -
Tipo 80/85/88 -
Tipo 90/96 -
Tipo 99 -
MBT 2000/Al-Khalid -
MBT-3000 -

### Vehículos similares
- Tipo 98G
- Arjun
- Zulfiqar 3
- /  Al-Zarrar
- T-80UM2

### Listas relacionadas
- Anexo:Carros de combate principales por generación